# Дены
Ден (Дэн) — русские дворянские роды.
Один из них (нем. Von Dehn), внесенный в матрикул Эстляндской губернии, происходит от Арнольда Дена (ум. 1657), органиста в церкви Св. Николая в Ревеле. Его потомки возведены в дворянское достоинство при Петре III. К этому роду принадлежали два ревельских бургомистра — Иоахим фон Ден (1722—1796) и его сын Томас Иоганн фон Ден (1754—1817) — и внук первого из них генерал-адъютант Андрей Ефимович (Карл Генрих) Ден (1816—1878).
Другой род (фин. Von Daehn) происходит от германского выходца Самуила Дена (ум. 1782), выехавшего в Россию с Антоном Ульрихом Брауншвейгским и бывшего впоследствии вице-президентом юстиц-коллегии. Его внук, инженер-генерал Иван Иванович Ден (1787—1857), был членом государственного совета и товарищем генерал-инспектора инженеров. Его племянник, генерал от инфантерии Владимир Александрович Ден (1838—1900) был министром-статс-секретарем великого княжества Финляндского, где этот род Ден записан в дворянский матрикул.

## Описание герба
В серебряном поле двухцветное стропило — справа красное, слева зеленое.
Щит увенчан дворянским коронованным шлемом. Нашлемник — красно-зеленое стропило, между двух черных распростертых крыльев. Намет красный и зеленый, подложенный серебром.